# Diclidurus (subgènere)
Diclidurus és un subgènere de ratpenats de la família dels embal·lonúrids que engloba tres de les quatre espècies del gènere Diclidurus.

## Taxonomia
- Ratpenat blanc de palmera (Diclidurus albus)
- Ratpenat blanc gros (Diclidurus ingens)
- Ratpenat blanc de bosc (Diclidurus scutatus)